# Димитрије Боаров
Димитрије Боаров (Бечеј, 1946) српски је новинар, бивши председник Независног друштва новинара Војводине (1998—2002), те предавач на Филозофском факултету Универзитета у Новом Саду.

## Каријера
Димитрије Боаров је рођен 1946. године у Бечеју. Професионалну новинарску каријеру је започео 1971. године у београдској Економској политици. У Телевизији Нови Сад радио је од 1974. до 1989. године.
Један је од десет оснивача београдског недељника Време. Од 1996. до 1998. био је заменик уредника листа Наша Борба, а од 1998. до 2002. године био је председник Независног друштва новинара Војводине, најстаријег независног удружења новинара на простору бивше СФР Југославије.
За предавача на Одсеку за медијске студије Филозофског факултета Универзитета у Новом Саду, изабран је 2006. године.

## Награде
- 2007. Награда Станислав Сташа Маринковић
- 2008. Награда Југ Гризељ